# Megabunus rhinoceros
Megabunus rhinoceros is een hooiwagen uit de familie echte hooiwagens (Phalangiidae).